# Ioanichie al III-lea al Constantinopolului
Ioanichie al III-lea al Constantinopolului (în greacă Ιωαννίκιος Γ΄, transliterat: Ioannikios III, în sârbă Јоаникије III, cu alfabet latin: Joanikije III; n. 1700 – d. 1793, Haghia Triada monastery, Halki⁠(d), Imperiul Otoman) a fost un cleric creștin-ortodox care a îndeplinit funcțiile de arhiepiscop de Peć și patriarh al Serbiei în perioada 1739-1746 și de patriarh ecumenic al Constantinopolului în perioada 1761-1763. Numărul ordinal al titlului său este al III-lea pentru ambele ranguri patriarhale.

## Biografie
Ioannis Karatzas s-a născut în jurul anului 1700 în influenta familie fanariotă Caradja (Karatzas), care era de origine greco-bizantină. A fost hirotonit diacon și l-a slujit pe patriarhul Paisie al II-lea, iar mai târziu a fost ridicat la rangul de protosinghel.
Prin Tratatul de la Belgrad din 1739, care a pus capăt Războiului Austro-Turc (1737–1739), Regatul Serbiei a încetat să mai existe. Sultanul otoman l-a detronat pe patriarhul sârb Arsenije al IV-lea, care se situase de partea Monarhiei Habsburgice în timpul războiului, iar în locul lui l-a numit pe grecul Ioanichie, care a preluat titlul de arhiepiscop de Peć și patriarh al Serbiei. Noul patriarh a fost cunoscut în rândul sârbilor sub numele de Joanikije (Јоаникије) și s-a consemnat la acea vreme că a fost numit de „puternicul turc și nu prin alegere de către sabor [Sinodul Bisericii Sârbe]”. Fostul patriarh Arsenije al IV-lea s-a refugiat pe teritoriul Monarhiei Habsburgice, împreună cu mai mulți sârbi, în ceea ce este cunoscut sub numele de A Doua Mare Migrație Sârbă. Arsenije al IV-lea a devenit mitropolit de Carloviț și a continuat totuși să mențină legături strânse cu sârbii care au rămas în Imperiul Otoman. Grecul Ioanichie a rămas patriarh al Serbiei până în 1746, când, împovărat cu datorii din cauza traiului său luxos, a fost nevoit să-și vândă titlul pentru a-și plăti creditorii.
După întoarcerea la Constantinopol, a reușit să fie numit în septembrie 1747 ca mitropolit al Calcedonului. A cumpărat în această calitate Mănăstirea „Sf Gheorghe”⁠(el)[traduceți] (Agios Gheorghios Krimnos) de pe insula Halki și a renovat-o în 1758.
La 26 martie 1761 a fost ales patriarh ecumenic al Constantinopolului, după destituirea predecesorului său, Serafim al II-lea. Alegerea lui a stat la baza unui dezacord intens între fanarioți. Ioanichie nu a fost acceptat ca patriarh de toate familiile fanariote din cauza neregulilor administrative și financiare care i-au fost atribuite. În plus, autoritățile guvernamentale otomane l-au considerat nestatornic și insolvabil. Ioanichie a fost destituit la 21 mai 1763 și exilat la Muntele Athos, dar, prin intervenția familiei sale, s-a întors din exil după un an și s-a stabilit la mănăstirea „Sf. Gheorghe” de pe insula Halki din apropierea Constantinopolului, pe care a închinat-o Patriarhiei Ierusalimului. A administrat veniturile acestei mănăstiri, folosindu-se de ele în interesul său personal.
Ioanichie a continuat să se amestece în anii următori în treburile Patriarhiei Ecumenice, subminând autoritatea succesorului său, Samuil, prin trimiterea unor scrisori cu diferite acuzații către sultanul Mustafa al III-lea (1757-1774). A murit la 20 septembrie 1793 la o vârstă înaintată și a fost înmormântat în incinta bisericii Mănăstirii „Sf. Gheorghe” de pe insula Halki.